# Chalcothore
Chalcothore é um género de libelinha da família Polythoridae.
Este género contém as seguintes espécies:
- Chalcothore montgomeryi